# Gejus van der Meulen
Ageaus Yme van der Meulen, més conegut com a Gejus van der Meulen, (Amsterdam, 23 de gener de 1903 - Haarlem, 10 de juliol de 1972) fou un futbolista neerlandès de les dècades de 1920 i 1930 que jugava com a porter.
Fou un total de 54 cops internacional amb la selecció neerlandesa, una elevada xifra per un futbolista de la primera meitat de segle xx. Entre el 3 de març de 1928 (quan igualà els partits de Just Göbel) fins al 21 de juny de 1990 (quan fou superat per Hans van Breukelen) fou el porter neerlandès amb més partits a la selecció. Disputà la Copa del Món de Futbol de 1934, així com els Jocs Olímpics d'Estiu de 1924 i 1928. Pel que fa a clubs, defensà els colors de l'HFC Haarlem.
El 1935 es va retirar de les competicions i va obrir una clínica pediàtrica a Haarlem. Es va unir al Moviment Nacional Socialista dels Països Baixos i va donar suport obertament a les lleis d'esterilització obligatòria de Hitler. Les seves opinions van ser molt criticades pels pares dels nens que va tractar, cosa que el va obligar a tancar la clínica. Després de la invasió alemanya es va unir a les SS i va servir al front oriental a partir de 1942. Va ser arrestat quatre dies després de l'alliberament dels Països Baixos i jutjat el juny de 1947. No va mostrar cap remordiment i va afirmar que no sabia que els Països Baixos estaven en guerra amb Alemanya quan es va unir a les SS. Va ser condemnat a vuit anys de presó, però va ser indultat l'agost de 1949 i va obrir una nova clínica. Aquesta no va ser ben acollida i els seus únics clients eren antics membres nazis.

## Referències

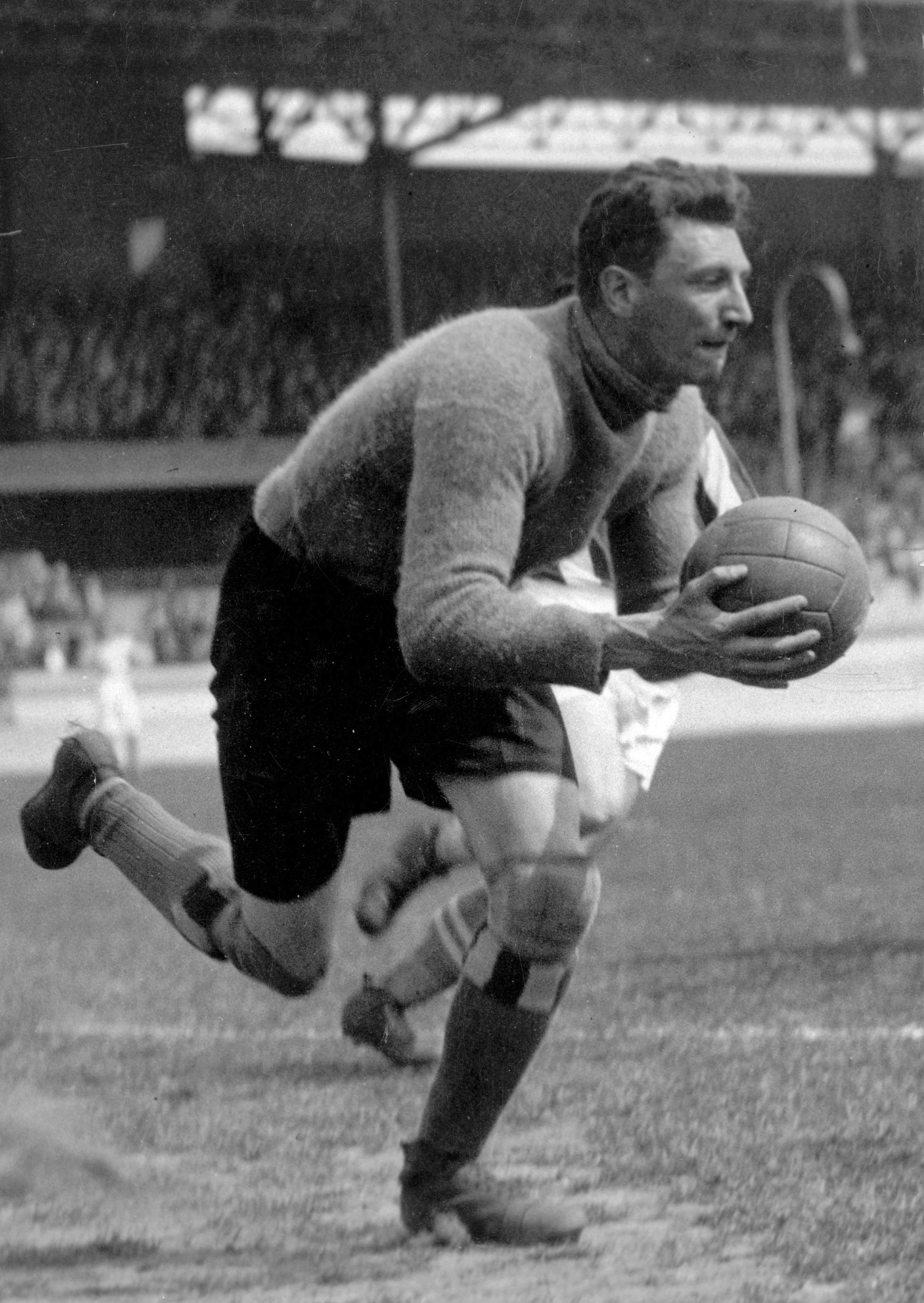
Gejus van der Meulen el 1928